# Klockarpräst
Klockarpräst avsåg en biträdande församlingspräst i Sverige som i enlighet med en förordning 1596 fick sin avlöning av de så kallade klockarbolen. Han fick då även svara för församlingens undervisning och klockartjänst. Ibland avlönade denne präst en ersättare för de egentliga klockaruppgifterna. Enligt en kunglig förordning 1742 skulle vakanta klockartjänster i större församlingar kunna upplåtas till kaplaner eller komministrar.

## Historik
Under reformationstiden fanns i Sverige stundom sådant överflöd på präster, att man kunnat tala om ett prästerligt proletariat. Obefordrade präster började därför anta klockarbefattningar. Troligen samtidigt blev det vanligt att dylika klockare blev ämbetsbiträden åt sina förmän, kyrkoherdarna.
Då prästeståndets makt och anseende ökades, ansågs det emellertid inte förenligt med predikoämbetets värdighet, att några av dess medlemmar utförde klockarens sysslor. Vid ombyte av klockartjänster inom de äldre svenska provinserna hände därför ofta, att befattningen förändrades till kapellans- eller komministertjänst. Tillhörande boställe eller jord anslogs därvid åt den nya befattningens innehavare. Vid en så uppkommen prästbefattning kallades bostället stundom klockargård.
Inom Lunds stift, där blott få komministraturer funnits, märktes däremot inte  att församlingarnas invånare hyste mindre aktning och förtroende för de ordets tjänare som hade klockartjänster, än för dem som i egenskap av särskilda adjunkter biträdde kyrkoherden. Därför ansåg man det lämpligt, att "gamla, förtjänta, men af lyckan missgynnade prästmän" fick söka klockartjänster.
I början av 1800-talet fanns bara inom Lunds stift 30 à 35 klockarpräster. Men i den mån som klockarlönerna reducerades sjönk antalet klockarpräster. 1907 fanns i hela riket endast tre sådana, nämligen i Ifö-Kiaby och Mjällby i Lunds stift samt i Mora (Dalarna).
Vid sökandet av pastorat fick prästerna på prov förrätta högmässogudstjänst. En dylik klockarpräst var fortfarande skyldig att mot särskild ersättning av pastor biträda denne som adjunkt, men – på det att "prästämbetets värdighet" inte måtte lida – för de egentliga klockargöromålens utförande själv avlöna ett biträde eller så kallat substitut.